# Паулет, Чарльз, 2-й герцог Болтон
Чарльз Паулет, 2-й герцог Болтон (англ. Charles Paulet, 2nd Duke of Bolton; 1661[…] — 21 января 1722, Лондон) — английский аристократ и государственный деятель, лорд-лейтенант Ирландии (1717—1720), член парламента от графства Гэмпшир (1681—1698) и сторонник Вильгельма III Оранского.
Титулы: 2-й герцог Болтон (с 27 февраля 1699), 7-й маркиз Уинчестер (с 27 февраля 1699), 7-й граф Уилтшир (с 27 февраля 1699) и 7-й барон Сент-Джон из Бейзинга (с 27 февраля 1699).

## Биография
Родился в 1661 году. Старший сын Чарльза Паулета, 1-го герцога Болтона (ок. 1630—1699), и Мэри Скроуп (? — 1680), дочери Эммануэля Скроупа, 1-го графа Сандерленда. С 1675 года (когда его отец стал маркизом Уинчестером) до апреля 1689 года (когда его отец был назначен 1-м герцогом Болтоном) он носил титул графа Уилтшира. С 1689 года до наследования герцогства в 1699 году он носил титул маркиза Уинчестера.
В марта 1673/1674 года он поступил в Грейс-Инн. В 1675 году он учился в Уинчестерском колледже (Уинчестер, графство Гэмпшир). В апреле 1705 году он закончил Кембриджский университет, получив степень доктора права.
Он был лордом-лейтенантом Гэмпшира (1699—1710) и Дорсета (1699—1722), уполномоченным по организации союза Англии и Шотландии, дважды назначался был лордом-юстициарием королевства (1714, 1720). Он также был лордом-камергером королевского двора (1715—1717) и губернатором острова Уайт (1707—1710).
В трактате Джонатана Свифта «Замечания о персонажах двора королевы Анны», комментарии к книге «Мемуары секретных служб» Джона Маки, в ответ на заявление Маки о том, что герцог «Сейчас не фигурирует при дворе», пренебрежительный ответ Свифта был «Ни где-либо еще. Большой болван».
Чарльз Паулет скончался 21 января 1722 года на Довер-стрит в Лондоне от плеврита. Он был похоронен 1 февраля 1722 года в Бейзинге, графство Гэмпшир. Ему наследовал его старший сын от второго брака, генерал-лейтенант Чарльз Паулет, 3-й герцог Болтон (1685—1754).

## Браки и дети

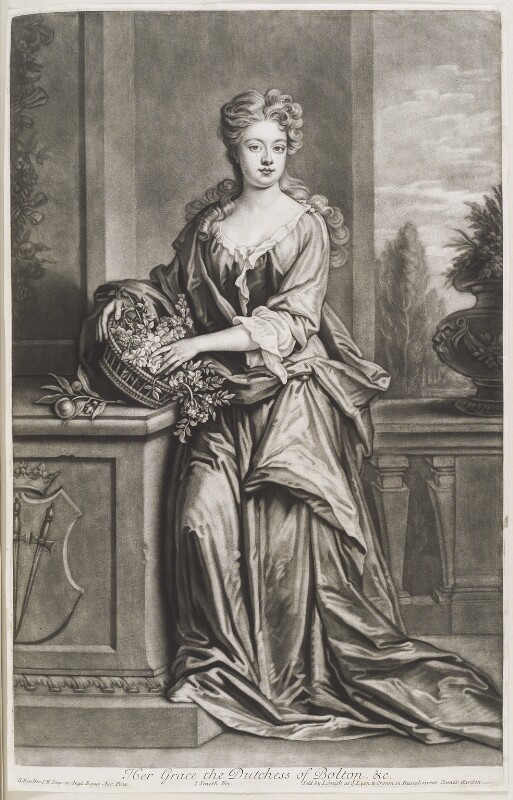
Генриетта Крофтс (ок. 1682—1730), с 1697 года третья жена Чарльза Паулета, 2-го герцога Болтона

Чарльз Паулет, 2-й герцог Болтон, был трижды женат. 10 июля 1679 года в Лондоне первым браком он женился на Маргарет Ковентри (14 сентября 1657 — 7 февраля 1681/1682), дочери Джорджа Ковентри, 3-го барона Ковентри, и Маргарет Тафтон. От этого брака не было детей.
8 февраля 1682/1683 года вторым браком он женился в Лондоне на Фрэнсис Рамсден (14 июня 1661 — 22 ноября 1696), дочери Уильяма Рамсдена и Элизабет Палмс. У них было четверо детей:
- Леди Фрэнсис Паулет (ум. 30 июля 1715), в 1708 году вышла замуж за Джона Мордаунта, виконта Мордаунта[англ.] (ок. 1681—1710).
- Чарльз Паулет, 3-й герцог Болтон (3 сентября 1685 — 26 августа 1754).
- Гарри Паулет, 4-й герцог Болтон (24 июля 1691 — 9 октября 1759). Он женился на Кэтрин Парри (ум. 25 апреля 1744). В результате брака родились Чарльз Паулет, 5-й герцог Болтон, Гарри Паулет, 6-й герцог Болтон, и дочери Кэтрин Паулет и Генриетта Паулет.
- Леди Мэри Паулет, 1-й муж — достопочтенный Капель Мур, сын Генри Гамильтона-Мура, 3-го графа Дроэды; 2-й муж — Кормак Ог О’Нил (? — 1716), сын полковника Джона О’Нила.

Около 1697 года в третий раз он в Дублине женился на Генриетте Крофтс (ок. 1682 — 27 февраля 1729/1730), родной дочери Джеймса Скотта, 1-го герцога Монмута, и Элеоноры Нидхэм. У них родился сын:
- Лорд Нассау Паулет[англ.] (23 июня 1698 — 24 августа 1741), член Палаты общин. Он женился на Изабелле Тафтон, дочери Томаса Тафтона, 6-го графа Танета[англ.], и леди Кэтрин Кавендиш.